# Clas Lindberg
Clas Ragnar Lindberg, född 24 augusti 1956 i Lund, är en svensk regissör och manusförfattare.

## Biografi
Lindberg studerade vid Dramatiska Institutets regilinje. Han debuterade 1980 med kortfilmen Min gitarr är som en..., följd av ytterligare en kortfilm, Strul 1982. 1986 regisserade en TV-teateruppsättning av Skratta Pajazzo. 1986 långfilmsdebuterade han också med den egenhändigt författade Räven. Filmen totalsågades av kritikerna och hade efter två veckor endast setts av 500 personer i Stockholm och plockades därefter ned från biograferna. Vissa kritiker tog dock Lindberg i försvar, bland annat Britta Svensson i Expressen, som menade att filmen inte alls var så dålig som kritikerna påstod. I Dagens Nyheter kritiserade Staffan Bengtsson filmkritikernas som han menade det perspektivlöshet och snålhet i mottagandet av filmen.
Efter Räven regisserade Lindberg 1988 TV-serien Lita på det oväntade, efter en bok av Gunnel Linde. Serien kom att bli uppmärksammad. 1991 gjorde sin andra långfilm, Underjordens hemlighet. Till skillnad från Räven blev Underjordens hemlighet hyllad av kritikerna och blev därmed ett slags upprättelse för Lindberg. Filmen belönades med en rad priser, både i Sverige och utomlands. Bland annat fick den en Guldbagge för bästa manus och var även nominerad till samma pris för bästa regi och bästa film.
Underjordens hemlighet följdes upp med 1993 års Pariserhjulet. Den fick ett blandat mottagande i pressen, med övervikt åt de mer negativa. Lindberg fick dock motta flera priser för filmen, bland annat en Guldbagge för bästa regi. Huvudrollsinnehavaren Helena Bergström belönades också med en Guldbagge för bästa skådespelerska för sina insatser i filmen och i Sista dansen. Dessutom blev Pariserhjulet nominerad till en Guldbagge för bästa film och mottog också flera priset utomlands.
Lindbergs fjärde långfilm Att stjäla en tjuv utkom 1996. Lindberg stod även för filmens manus och hade specialskrivit huvudrollen för Robert Gustafsson, som han hade lärt känna på 1980-talet. Filmen fick ett blandat mottagande hos kritikerna och kom inte att bli någon större bioframgång.
Efter Att stjäla en tjuv återvände Lindberg till att regissera för TV. 1997 gjorde han TV-serien Min vän shejken i Stureby, baserad på Ulf Starks ungdomsbok med samma namn. Serien belönades med pris för bästa barn-TV-produktion i Europa av Prix Europa. 1998 regisserade han se av tolv avsnitt av TV-serien Pip-Larssons, följt av TV-serien Pappa polis 2002, efter en roman av Laura Trenter.
Lindberg återvände 2003 till filmen då han regisserade familjefilmen Lillebror på tjuvjakt. Filmen belönades med publikpriset vid barnfilmsfestivalen i Kristiansand. 2012 regisserade han independentfilmen Främlingsvägen, till vilken han även skrev manus.

## Filmografi
Regi
- 1980 – Min gitarr är som en...
- 1982 – Strul
- 1986 – Skratta Pajazzo (TV-teater)
- 1986 – Räven
- 1988 – Lita på det oväntade (TV-serie)
- 1991 – Underjordens hemlighet
- 1993 – Pariserhjulet
- 1996 – Att stjäla en tjuv
- 1997 – Min vän shejken i Stureby (TV-serie)
- 1998 – Pip-Larssons (TV-serie)
- 2002 – Pappa polis (TV-serie)
- 2003 – Lillebror på tjuvjakt
- 2012 – Främlingsvägen

Manus
- 1982 – Strul
- 1986 – Räven
- 1991 – Underjordens hemlighet
- 1993 – Pariserhjulet
- 1996 – Att stjäla en tjuv
- 2003 – Lillebror på tjuvjakt
- 2012 – Främlingsvägen

## Priser och utmärkelser
| År   | Film eller serie          | Pris                                                      | Kommentarer                                  |
| ---- | ------------------------- | --------------------------------------------------------- | -------------------------------------------- |
| 1991 | Underjordens hemlighet    | Barnjuryns pris och andra pris i Belfast                  |                                              |
| 1991 | Underjordens hemlighet    | Bästa regi i Giffoni                                      |                                              |
| 1991 | Underjordens hemlighet    | Lucaspriset till bästa film i Frankfurt am Main           |                                              |
| 1992 | Underjordens hemlighet    | Grand Prix och Prix de la ville de Laon i Laon            |                                              |
| 1992 | Underjordens hemlighet    | Pressburger Award för bästa manus i Edinburgh             |                                              |
| 1992 | Underjordens hemlighet    | Guldbaggen för bästa manuskript                           | Även nominerad för bästa film och bästa regi |
| 1994 | Pariserhjulet             | Guldbaggen för bästa regi                                 | Även nominerad för bästa film                |
| 1995 | Pariserhjulet             | Publikpriset 8e Rencontres Cinématographiques i Cannes    |                                              |
| 1995 | Pariserhjulet             | Kritikerpriset, ungdomspriset och publikpriset i Rouen    |                                              |
| 1997 | Min vän shejken i Stureby | Pris för bästa barn-TV-produktion i Europa av Prix Europa | Efter en ungdomsbok av Ulf Stark             |
| 2003 | Lillebror på tjuvjakt     | Publikpriset vid barnfilmsfestivalen i Kristiansand       |                                              |